# Козьмодем'янський міський округ
Ко́зьмодем'я́нський міський округ (рос. Козьмодемьянский городской округ) — адміністративна одиниця Республіки Марій Ел Російської Федерації.
Адміністративний центр та єдиний населений пункт — місто Козьмодем'янськ.

## Населення
Населення району становить 20134 особи (2019, 21257 у 2010, 22771 у 2002).